# Nikandr Jewlampijewitsch Tschibissow

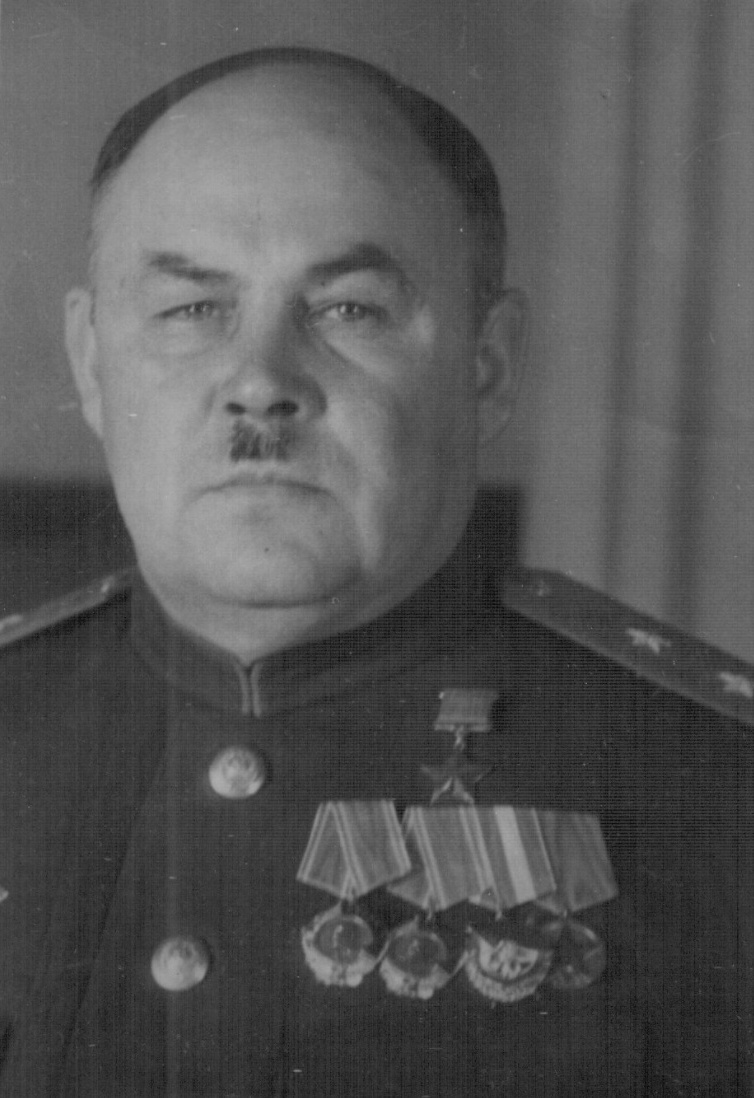
Nikandr Ewlampiewitsch Tschibisow

Nikandr Jewlampijewitsch Tschibissow (russisch Никандр Евлампиевич Чибисов, * 24. Oktoberjul. / 5. November 1892greg. in Romanowskaja, Oblast Rostow; † 20. September 1959 in Minsk,  Weißrussische SSR) war ein sowjetischer Offizier, zuletzt im Range eines Generalobersten. 1943 wurde ihm zudem der Ehrentitel Held der Sowjetunion (Verleihungs-№ 1220) verliehen.

## Leben
Er wurde 1892 in einer Arbeiterfamilie geboren und absolvierte im Juni 1912 die 4. Klasse des Don-Theologischen Seminars. Er begann seinen Dienst beim Militär 1913 bei einem Garde-Jäger-Regiments der kaiserlich-russischen Armee. 1915 absolvierte er die Peterhofer Fähnrichsschule und erhielt  dann den Offiziersrang. Im Ersten Weltkrieg kämpfte er an der West- und Südwestfront und erhielt dreimal das St. Georg Kreuze der 2., 3. und 4. Klasse. Zuletzt war er Abteilungsleiter im Hauptquartier. Im Sommer 1918 trat er der Roten Armee bei und kämpfte im Norden gegen die weiße Garde. Im August 1918 wurde er im Verband der am Karelischen Isthmus stehenden roten 7. Armee Kompanieführer im 9. Schützenregiment, dann ab November 1918 war er Bataillonskommandant im 166. Schützenregiment und nahm an den Kämpfen gegen die weißen Truppen von General N. N. Judenitsch und an der Schlacht um Narva teil. Ende April 1919 wurde er Kommandeur des 86. Schützenregiments und beim Kampf im Raum Pskow verwundet. Seit Dezember 1919 war er Stabschef der 30. Schützen-Brigade der 10. Schützendivision an der Westfront, mit der er während des Polnisch-Sowjetischen Krieges von 1920 in Polen kämpfte. In der Endphase des Russischen Bürgerkrieges bekämpfte er  antisowjetischen Aufständische in den Provinzen Tambow und Woronesch.
1935 absolvierte er die Frunse-Militärakademie, die zum Ausgangspunkt für seine folgende Karriere wurde. Während des Sowjetisch-finnischen Krieges von 1939–1940 war er der Stabschef der 7. Armee an der Nordfront und erhielt einen Leninorden. Im Januar 1941 wurde er zum Befehlshaber des Militärbezirkes von Odessa ernannt.
Mit Beginn des Vaterländischen Krieges wurde das Oberkommando des Distrikts im Juni 1941 zur Aufstellung der Küsten-Armee verwendet, deren Kommandant Tschibissow wurde. Seinen Truppen verteidigten später Odessa gegen die rumänischen Truppen. Im August 1941 wurde er zum stellvertretenden Kommandanten der Brjansker Front ernannt und nahm an den Gegenangriffen gegen die deutsche Panzergruppe 2 teil.
Im Juni 1942 wurde Tschibissow zum Kommandeur der 38. Armee (bisherige 4. Reserve-Armee) ernannt, die Ende 1942 Teil der Woronesch-Front wurde. Seine Truppen führten im Raum Woronesch Verteidigungs- und Offensivkämpfe. Am 2. Februar 1943 wurde er mit dem Suworow-Orden 1. Klasse ausgezeichnet. Von Januar bis März 1943 nahm die 38. Armee erfolgreich an der Woronesch-Kastornoje-Operation (24. Januar – 2. Februar), bei denen zusammen mit der 13. und 40. Armee die Städte Kastornoje (28. Januar), Tim (5. Februar) und Obojan (18. Februar) befreit und der Vormarsch Richtung Sumy erzwungen werden konnte.
Im März 1943 kämpfte die Armee in der Schlacht um Charkow (4. – 25. März), am 23. März wurde die Armee kurzfristig der Kursker Front und am 26. März wieder der Woronesch-Front zugeteilt. Im Verlauf der Kursker Schlacht (5.–23. Juli) deckte die 38. Armee die Hauptstreitkräfte der Front vor feindlichen Angriffen aus dem Nordwesten ab und beteiligte sich an der Abwehr der feindlichen Offensive in Richtung Obojan.  Am 25. September erzwangen seine Truppen den Dnjepr-Übergang bei Ljutesch nördlich von Kiew.
Am 29. Oktober 1943 wurde ihm vom Präsidium des Obersten Sowjets für das erfolgreiche Überqueren des Dnjepr der Titel des Helden der Sowjetunion und ein dazu gehörender Goldener Stern verliehen.
Vom 20. November 1943 bis 5. April 1944 führte er die 3. Stoßarmee bei der 2. Baltischen Front im Raum Nowosokolniki und nahm an der Staraja Russa-Noworschewer Operation teil. Von April bis Mai 1944 führte er kurzfristig die 1. Stoßarmee und wurde dann abberufen. Im Juni 1944 wurde N. J. Tschibissow zum Leiter der Frunse-Militärakademie ernannt.  Während der berühmten Siegesparade in Moskau im Juni 1945 kommandierte er das kombinierte Korps der Frunse-Akademie.
Nach Kriegsende behielt er den Dienstposten als Leiter der Militärakademie „M.W. Frunse“ bis März 1949, von Oktober 1949 bis zu seinem Ruhestand im Mai 1954 war er Stellvertretender Kommandeur des Weißrussischen Militärbezirks.

## Trivia
Der Protagonist der Novelle „Der General und seine Armee“ (1994), General Fotii Kobrisow, beruhte in Teilen auf der Lebensgeschichte Tschibissows. Das Buch wurde 1995 mit dem Russischen Booker-Preis und 2000 mit dem Sacharow-Preis ausgezeichnet.

## Dienstgrade
Oberst - 13. Dezember 1935;
Kombrig - 17. Februar 1938;
Komdiv - 4. November 1939;
Komkor - 21. März 1940;
Generalleutnant - 4. Juni 1940;
Generaloberst - 7. November 1943.

## Auszeichnungen
Russisches Zarenreich:
- Drei Georgskreuze (II.,III.,IV. Klasse)

UdSSR:
- Held der Sowjetunion (29. Oktober 1943) (Verleihungsnummer 1220)
- Drei Leninorden (21. März 1940, 29. Oktober 1943, 21. Februar 1945)
- Drei Rotbannerorden (22. Februar 1938; 3. November 1944, 24. Juni 1948)
- Suworow-Orden I. Klasse (8. Februar 1943)
- Medaille „Für die Verteidigung Odessas“
- Medaille „Sieg über Deutschland“
- Medaille „30 Jahre Sowjetarmee und Flotte“
- Medaille „40 Jahre Streitkräfte der UdSSR“
- Gedenkmedaille „800 Jahre Moskau“